# Championnat d'Écosse de football 1967-1968
Navigation
Édition précédente Édition suivante
La 71e édition du championnat d'Écosse de football est remportée par le Celtic Football Club. C’est le 24e titre de champion et le troisième consécutif du club de Glasgow. Le Celtic l’emporte avec 2 points d’avance sur le Rangers FC. Le Hibernian FC complète le podium.
Le système de promotion/relégation reste en place: descente et montée automatique, sans matchs de barrage pour les deux derniers de première division et les deux premiers de deuxième division. Motherwell FC et Stirling Albion FC descendent en deuxième division. Ils sont remplacés pour la saison 1968/69 par Saint Mirren et Arbroath FC.
Avec 32 buts marqués en 34 matchs,  Bobby Lennox de Celtic FC remporte pour la première fois le classement des meilleurs buteurs du championnat.

## Les clubs de l'édition 1967-1968
| \| Aberdeen FC Glasgow · Celtic - Rangers - Partick Thistle Dundee · Dundee FC-United Édimbourg · Heart - Hibernian Motherwell FC Kilmarnock FC Fife · Dunferm.-Stirling Falkirk FC Saint Johnstone Clyde FC Airdrieonians Greenock Morton Ayr United \| Localisation des clubs engagés dans le championnat. |
| Aberdeen FC Glasgow · Celtic - Rangers - Partick Thistle Dundee · Dundee FC-United Édimbourg · Heart - Hibernian Motherwell FC Kilmarnock FC Fife · Dunferm.-Stirling Falkirk FC Saint Johnstone Clyde FC Airdrieonians Greenock Morton Ayr United                                                           |

| Club                               | Ville       |
| ---------------------------------- | ----------- |
| Aberdeen Football Club             | Aberdeen    |
| Airdrieonians Football Club        | Airdrie     |
| Celtic Football Club               | Glasgow     |
| Clyde Football Club                | Glasgow     |
| Dundee Football Club               | Dundee      |
| Dundee United Football Club        | Dundee      |
| Dunfermline Athletic Football Club | Dunfermline |
| Falkirk Football Club              | Falkirk     |
| Greenock Morton Football Club      | Greenock    |
| Heart of Midlothian Football Club  | Édimbourg   |
| Hibernian Football Club            | Leith       |
| Kilmarnock Football Club           | Kilmarnock  |
| Motherwell Football Club           | Motherwell  |
| Partick Thistle Football Club      | Glasgow     |
| Raith Rovers Football Club         | Kirkcaldy   |
| Rangers Football Club              | Glasgow     |
| Saint Johnstone Football Club      | Perth       |
| Stirling Albion Football Club      | Stirling    |

## Compétition

### Classement
Le classement est établi sur le barème de points classique (victoire à 2 points, match nul à 1, défaite à 0).
| Rang | Équipe                 | Pts | J  | G  | N  | P  | Bp  | Bc  | Diff |
| ---- | ---------------------- | --- | -- | -- | -- | -- | --- | --- | ---- |
| 1    | Celtic FC T            | 63  | 34 | 30 | 3  | 1  | 106 | 24  | +82  |
| 2    | Rangers FC             | 61  | 34 | 28 | 5  | 1  | 93  | 34  | +59  |
| 3    | Hibernian FC           | 45  | 34 | 20 | 5  | 9  | 67  | 49  | +18  |
| 4    | Dunfermline Athletic C | 39  | 34 | 17 | 5  | 12 | 64  | 41  | +23  |
| 5    | Aberdeen FC            | 37  | 34 | 16 | 5  | 13 | 63  | 48  | +15  |
| 6    | Greenock Morton P      | 36  | 34 | 15 | 6  | 13 | 57  | 53  | +4   |
| 7    | Kilmarnock FC          | 34  | 34 | 13 | 8  | 13 | 59  | 57  | +2   |
| 8    | Clyde FC               | 34  | 34 | 15 | 4  | 15 | 55  | 55  | 0    |
| 9    | Dundee FC              | 33  | 34 | 13 | 7  | 14 | 62  | 59  | +3   |
| 10   | Partick Thistle FC     | 31  | 34 | 12 | 7  | 15 | 51  | 67  | -16  |
| 11   | Dundee United          | 31  | 34 | 10 | 11 | 13 | 53  | 72  | -19  |
| 12   | Heart of Midlothian    | 30  | 34 | 13 | 4  | 17 | 56  | 61  | -5   |
| 13   | Airdrieonians          | 29  | 34 | 10 | 9  | 15 | 45  | 58  | -13  |
| 14   | Saint Johnstone        | 27  | 34 | 10 | 7  | 17 | 43  | 52  | -9   |
| 15   | Falkirk FC             | 26  | 34 | 7  | 12 | 15 | 36  | 50  | -14  |
| 16   | Raith Rovers P         | 25  | 34 | 9  | 7  | 18 | 58  | 86  | -28  |
| 17   | Motherwell FC          | 19  | 34 | 6  | 7  | 21 | 40  | 66  | -26  |
| 18   | Stirling Albion FC     | 12  | 34 | 4  | 4  | 26 | 29  | 105 | -76  |

| Légende : Qualifications et relégations | Légende : Qualifications et relégations                                |
| --------------------------------------- | ---------------------------------------------------------------------- |
|                                         | Champion d'Écosse. Qualifié pour la Coupe d’Europe des clubs champions |
|                                         | Relégation en deuxième division                                        |
|                                         | T : Tenant du titre C : Vainqueur de la Coupe d'Écosse P : Promus      |

## Bilan de la saison
| Tableau d'Honneur                |                      |
| Compétition                      | Vainqueur            |
| Championnat d'Écosse de football | Celtic FC            |
| Coupe d'Écosse de football       | Dunfermline Athletic |

| Promotions et relégations |                                  |
| Promus                    | Saint Mirren Arbroath FC         |
| Relégués                  | Motherwell FC Stirling Albion FC |

## Statistiques

### Meilleur buteur
1. Bobby Lennox, Celtic FC 32 buts